# Casa Nacional del Bicentenario
La Casa Nacional del Bicentenario es un centro cultural en el barrio de Recoleta de la ciudad de Buenos Aires, Argentina, inaugurado en del marco del Bicentenario de la Revolución de Mayo de 1810. Es un centro cultural  dedicado al arte contemporáneo, donde confluyen  diversas propuestas transdisciplinares.
Por otra parte, en sus instalaciones aloja el Museo Nacional del Grabado desde el 2018, tras haber pasado por diversas instalaciones provisorias desde su creación en 1960 por Oscar Pécora e Irene Perrando, aunque su reconocimiento como museo nacional fue oficializado el 7 de diciembre de 2018. El museo ocupa la segunda planta del inmueble.

## Proyecto
La Casa Nacional del Bicentenario fue instalada en dos edificios gemelos unificados en su interior. Fueron construidos en 1913 como casas de departamentos de renta (alquiler), como se estilaba en esa época previa a la Ley de Propiedad Horizontal (año 1948). En 1937 habían sido compradas por Obras Sanitarias de la Nación, quien las había destinado a viviendas para sus empleados, y posteriormente también oficinas de Acción Social y Prooveduría del personal.
La Resolución N.º 6917 del año 1996 los pasó a la órbita de la Secretaría de Cultura de la Nación, con el objetivo de abrir allí el Museo de Arte Oriental. Finalmente, durante la presidencia de Néstor Kirchner, se destinó a "Casa del Bicentenario", y la Unidad de Infraestructura de la Secretaría de Cultura de Nación fue la encargada del proyecto de remodelación y la dirección de las obras, que comenzaron en 2006. El Secretario de Cultura José Nun fue el encargado principal de llevar adelante la creación del espacio cultural.
En febrero de 2008, la Embajada de España anunció un subsidio de 300.000 euros para la construcción.La Casa del Bicentenario abre sus puertas en mayo de 2009
La Casa del Bicentenario fue finalmente inaugurada por la presidenta Cristina Fernández de Kirchner el 16 de marzo de 2010 y abierta al público a las 19 horas. Según palabras de la gobernante, "uno siempre tiene en los museos más tradicionales una actitud contemplativa o de admiración ante una determinada obra (...) aquí es diferente, es la historia, que invita a estar de acuerdo o no". desde entonces decenas de artistas han expuesto sus obras allí, tanto de artistas nacionales como extranjeros. Su primer directora fue la.artista y académica 
Liliana Piñeiro.
En enero de 2016 por decisión del nuevo gobierno gran parte de los trabajadores fueros despedidos.

## Descripción

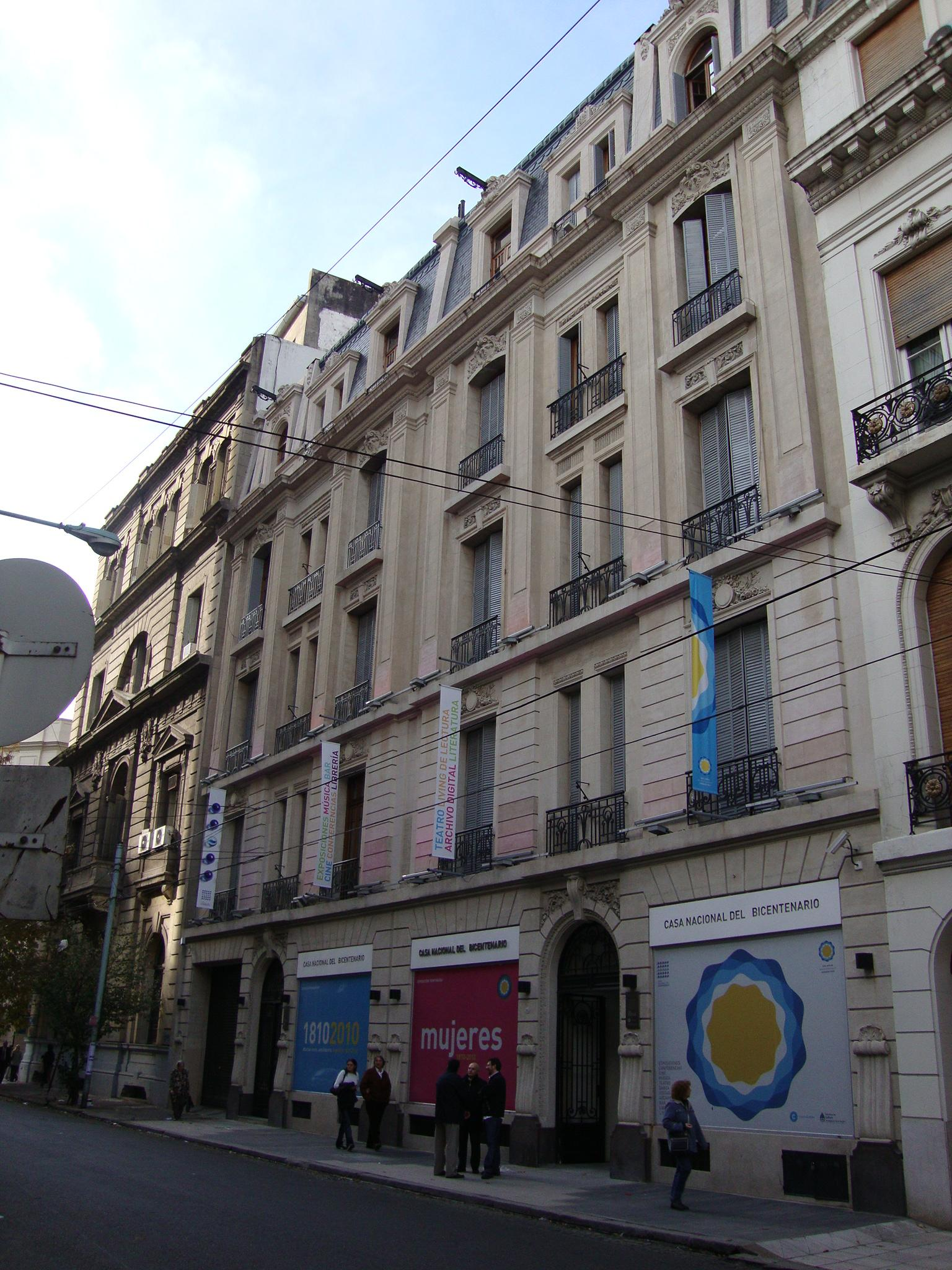
Fachada de la Casa del Bicentenario

Aunque la fachada original estilo Beaux-Arts del conjunto fue conservada y restaurada, los ambientes interiores de los dos edificios unificados fueron totalmente modificados según el estilo actual.
La Casa del Bicentenario posee una planta baja y tres pisos altos, comunicados con una escalera principal y una batería de dos ascensores. Por la puerta de entrada, en la calle Riobamba 985, se accede al espacio del hall, donde se encuentra una librería especializada. Desde allí se pasa a un espacio de transición en cuyas paredes se proyecta de forma permanente una videoinstalación llamada Muchas voces, una historia. Argentina 1810-2010, dedicada a la historia de la Argentina en sus 200 años, a través de fotografías, músicas y filmaciones. Este pasillo lleva al contrafrente del conjunto, en donde se instaló un pequeño bar, comunicado con un patio interno con un escenario para espectáculos al aire libre. Este patio fue creado demoliendo parte de los edificios originales.
Todos los pisos superiores están destinados a salas de exposiciones temporales, y cuentan tanto con microcines también utilizables como salas de conferencias como con espacios interactivos audiovisuales, destacándose un salón del Ministerio de Educación y el canal educativo Encuentro, con computadoras y software interactivo. En el último piso se encuentran las oficinas de Dirección y otras áreas del espacio, y el Punto Digital, disponible de un grupo de computadoras a disposición del público para alfabetización digital, terminalidad secundaria y otros programas.

## Actividades
El proyecto de la Casa del Bicentenario cuenta con brindar tanto una exposición permanente, compuesta por la videoinstalación en la planta baja, como un ciclo de exposiciones temporales.
La primera de ellas fue Mujeres, 1810-2010, y se dividió en temáticas. En el primer piso se trató el tema del rol social de la mujer y su cambio a lo largo del siglo XX, la lucha femenina por la igualdad de condiciones y sus logros y deudas en la Argentina. En el segundo piso se trató la imagen de la mujer según la visión de la sociedad, desde su participación en el arte al estereotipo construido en las publicidades. El tercer piso fue dedicado a grandes mujeres de importancia en la historia argentina. Todo, retratado a través no solo de textos, sino además de pinturas, retratos, fotografías, esculturas e incluso instalaciones interactivas. Posee además un centro de investigación y exposición de una gran variedad de expresiones, soportes, producciones, obras, instalaciones que confluyen en el campo del arte sonoro y que se vinculan con las artes visuales, la ciencia y la tecnología. Siendo el primer centro de arte sonoro nacional.
Además el establecimiento tiene un cronograma de actividades compuesto por recitales, danzas, debates y entrevistas, proyección de películas y cortos.
En mayo de 2011, se inauguró en su lugar la muestra Economía y política. 200 años de historia que duró hasta fines de 2011. Luego, se desarrolló la muestra Mercedes Sosa, un pueblo en mi voz, en homenaje a la gran cantante folklórica tucumana. Desde abril de 2012, el edificio fue sede de la exposición Música Argentina. 200 años, dedicada a la música popular argentina. En noviembre de 2012, la reemplazó la Muestra Federal de Artesanías, sucedida por la exposición fotográfica Sociedad de Trabajo. Una historia de dos siglos, que comenzó en abril de 2013.

## Historia
A partir del año 2016 con la dirección de la historiadora del arte Valeria González, la Casa Nacional del Bicentenario modificó su perfil histórico para convertirse en un Centro de Arte Contemporáneo, siendo la exposición principal Casa Tomada.
Desde su apertura recibió figuras internacionales como David Toop, Nicolas Collins, Daniel Teruggi, Andrew Drury, Dror Freiler, Day & Taxi entre otros.
A fines del año 2017 fue removida de su cargo la licenciada en historia del arte: Valeria González, por este hecho recibió gran repercusión y apoyo de la comunidad artística.